# Liste des sites naturels classés et inscrits de la Lorraine
La Lorraine compte 77 sites naturels classés et 53 sites naturels inscrits, répartis comme suit dans les quatre départements :
- 17 sites classés et 20 sites inscrits en Meurthe-et-Moselle

- 23 sites classés et 4 sites inscrits dans la Meuse

- 15 sites classés et 11 sites inscrits en Moselle

- 22 sites classés et 18 sites inscrits dans les Vosges

Ces sites naturels classés ou inscrits présentent soit un intérêt paysager majeur (Colline de Sion-Vaudémont), soit botanique (arbres remarquables, parcs...), pittoresque ou parfois historique (ruines ou vestiges de château et d'abbaye). Ils sont souvent à proximité de monuments historiques ou de site naturels protégés (Natura 2000...) ou de « Grands Ensembles Paysagers » remarquables.

### Liens Externes
- Liste des sites naturels classés de Lorraine & Liste des sites naturels inscrits de Lorraine
- Vivre les Paysages de Meurthe-et-Moselle
- Cité des Paysages remarquables de Meurthe-et-Moselle
- Carte interactive des sites naturels protégés de Lorraine - CARMEN DREAL Lorraine